# Saoserne (Kachowka)
Saoserne (ukrainisch Заозерне; russisch Заозёрное Saosjornoje) ist ein Dorf im Zentrum der ukrainischen Oblast Cherson mit etwa 850 Einwohnern.
Das 1902 als Janowka (Яновка) gegründete Saoserne trägt seit 1960 seinen heutigen Namen, es befindet sich an der Regionalstraße P–47 etwa 125 km östlich der Oblasthauptstadt Cherson und 48 km südöstlich vom Rajonzentrum Kachowka.
Am 19. August 2016 wurde das Dorf ein Teil der neugegründeten Landgemeinde Tawrytschanka, bis dahin bildete es zusammen mit dem Dorf Olhiwka (Ольгівка) die gleichnamige Landratsgemeinde Saoserne (Заозерненська сільська рада/Saosernenska silska rada) im Südosten des Rajons Kachowka.